# ALTAIR
Pour les articles homonymes, voir Altair.
Le radar ALTAIR (ARPA Long-Range Tracking And Instrumentation Radar) est un radar UHF/VHF du site d'essai balistique Ronald-Reagan situé sur l'ilot Roi-Namur de l'atoll Kwajalein dans les îles Marshall,,.
Mis en service en 1969 il est initialement destiné à l'étude de la signature électromagnétique et de la rentrée des corps de rentrée balistiques issus de missiles ICBM lancés depuis la Vandenberg Space Force Base en Californie ou de missiles IRBM du Pacific Missile Range Facility de Kauai dans l'archipel Hawaï.
Il est de nos jours utilisé pour la détection des satellites en orbite basse, celle des météores et l'étude de l'ionosphère. 

## Caractéristiques
Le radar dispose d'une antenne de type Cassegrain de 45,7 m de diamètre et d'un miroir secondaire de 5,5 m. Le faisceau généré est large de 1,1 degré en UHF et de 2,8 degrés en VHF.
Le signal émis est une impulsion unique de 40 μs en VHF et 150 μs en UHF polarisée circulairement à droite, avec une fréquence de répétition de 333 HZ. On enregistre les canaux sommes circulaires gauche et droite, la différence d'azimut et la différence d'élévation gauches. Ces quatre mesures permettent la détermination de la position et de la vitesse des cibles et leur surface équivalente radar. ALTAIR peut suivre indépendamment jusqu'à 32 cibles avec une précision d'une trentaine de mètres en VHF et de 7 m en UHF.
La puissance crête du signal de 6 MW en VHF et 6,4 MW en UHF  permet de détecter pratiquement toute cible au dessus de l'horizon (respectivement −55 dB S/B et −75 dB S/B en UHF).